# Premi de les Cent Flors
Els Premis de les Cent Flors (xinès simplificat: 大众电影百花奖, pinyin: Dàzhòng Diànyǐng Bǎihuā Jiǎng, literalment 'Premi de les Cent Flors a pel·lícula popular', més coneguts en anglés com Hundred Flowers Awards) són, juntament amb els Golden Rooster Awards, els premis cinematogràfics més prestigiosos que reconeixen el millor del cinema de la Xina, incloent-hi el cinema de Hong Kong i el Cinema de Taiwan, i són considerats estan classificats com l'equivalent xinés del Golden Globe dels Estats Units.
Els premis van ser inaugurats per China Film Association el 1962 i patrocinats per Dazhong Dianying, la revista especialitzada amb la major circulació a la Xina continental.
Abans els guardons eren votats anualment pels lectors de Dazhong Dianying. Posteriorment, s'ha permés als votants votar mitjançant SMS, Internet o trucades telefòniques, obrint la votació a persones que no llegien la revista. Els guardonats reben una estatueta en forma de deessa de les flors.

## Història
La votació de la segona edició es va celebrar el 1963, però a causa de la Revolució Cultural, no va haver-hi una nova fins al 1980. Es va convertir en un esdeveniment anual des del 1980 fins al 2004. Des de l'any 2004, les cerimònies dels Premis Cent Flors se celebren cada dos anys, en anys alterns amb el Jinji Jiang.
Hi hagué una excepció el 1992, quan el Jinji Jiang i els Premis Cent Flors es van combinar en un sol festival nacional.
Entre 1980 i 2004, l'enquesta anual de Cent flors selecciona tres pel·lícules amb els vots més alts com a Millors pel·lícules de l'any. Des del 2006, les pel·lícules en llengua xinesa de Taiwan i Hong Kong també són elegibles per als premis. Des del 2006, les pel·lícules dels dos últims anys són elegibles. La pel·lícula amb més vots és escollida com a millor pel·lícula, amb dos finalistes.

## Noves normes de votació
Des del 2006, la China Film Association millora les regles de votació. La primera votació donarà lloc a una llista de 8-10 vots precandidats, formada per les pel·lícules que superen els cinc milions de iuans al mercat de la Xina continental, seleccionats per part dels 100 directors de cinema de l'Associació de Desenvolupament de Cinema de les ciutats de Xina i membres de l'Associació de Cinema de la Xina.
En la segona votació, el públic seleccionarà les cinc nominacions de cada categoria per internet, xarxa mòbil, vots de revistes i SMS. Cada nominada rebrà un "Certificat de Nominació als Premis Cent Flors".
A l'última votació, un notari oficial seleccionarà aleatòriament 101 membres del públic, que votaren a la segona volta i oferirà una projecció dedicada de totes les pel·lícules nominades. Finalment, els 101 assistents tindran una votació secreta i, posteriorment, anunciaran els guanyadors.